# ヘルマン・ミュラー
ヘルマン・ミュラー（Hermann Müller、1876年5月18日 - 1931年3月20日）は、ドイツの政治家。ドイツ社会民主党（SPD）所属。1920年、及び1928年から1930年までヴァイマル共和国首相を2回務めた。その第2次内閣が、正常な議院内閣制によるヴァイマル共和国最後の内閣とみなされている。その他外務大臣を務め、1919年のヴェルサイユ条約にドイツ側全権として署名している。

## 経歴
ハインリヒ・ミュラーは1876年5月18日、ザールブリュッケン近郊のビュンディングシャンパン工場主のゲオルグ・ヤーコブ・ミュラーと、その妻のカロリンの息子としてマンハイムに生まれた。ミュラーはマンハイムでギムナジウムに通い、父親がニーダーレスニッツに移った後の1888年にはドレスデンで教育を受けた。1892年に父親が亡くなった後、マンハイムとドレスデンの学校を卒業して、フランクフルトで商取引の修業をし、フランクフルトやブレスラウ（現ポーランド領ヴロツワフ）で働く。1899年から1906年まで、「ゲルリッツ国民新聞」の編集員として働く。1902年に結婚し3年後に娘が生まれるが、その直後に妻は死去した。
1893年にドイツ社会民主党に入党。ミュラーは、ルートヴィヒ・アンドレアス・フォイエルバッハの思想を提唱した父親の影響を強く受けた社会民主党員で、ドイツの首相の中で唯一、どの宗教にも属していなかった。1903年にゲルリッツ市議会議員に選出される。1906年にアウグスト・ベーベル党首の指名で党代表部に選出され、党広報部担当委員。党独自の通信社設立に尽力した。その頃、ミュラーは左翼社会民主党員から「中道派」に変わり、「修正主義者」とローザ・ルクセンブルク周辺の急進左派の両方に反対する論陣を張った。1908年に市議会議員を辞して帝国議会選挙に出馬するが、階級選挙制の壁もあり落選。1916年に初当選した。1909年、ミュラーはフリードリヒ・エーベルトとともに、党大会の合間に党内論争を処理するための党内委員会の創設に成功した。ミュラーは冷静で勤勉、誠実で合理的な性格で知られていたが、カリスマ性には欠けていた。1909年、オットー・ブラウンの役員選出を阻止しようとしたが失敗し、両者の間に長く続く反感の基礎が築かれた。
ミュラーは、その外国語能力により、第二インターナショナルや西ヨーロッパの他の国々の社会主義政党の大会にSPDの代表として参加した。1914年7月下旬、ミュラーはパリに派遣され、フランス社会党と交渉し、両国の戦争借款案に対する共通のスタンスを模索することになった。しかし、合意には至らず、ミュラーが報告する前に、SPDはすでに帝国議会で最初の戦争借款を支持することを決定していた。
第一次世界大戦は支持する立場だった。彼はSPD指導部によって党内左派との論争に対処するために利用され、軍部による全面禁止を避けるために党内新聞『フォアヴェルト』の検閲官として起用された。ミュラーはエドゥアルド・ダーヴィッドを中心とするグループと親しく、ロシアとのブレスト・リトフスク条約と1918年10月に成立したフォン・バーデン内閣へのSPDの入閣の両方を支持した。1916年の補欠選挙で初当選したミュラーは、1918年まで帝国議会議員を務めた。ドイツ革命でヴァイマル共和政が成立すると、労働者・兵士委員会、大ベルリン執行評議会（Vollzugsrat der Arbeiter- und Soldatenräte）の委員となり、SPD指導部の代表として制憲会議議員となる。1919年1月、エーベルトとシャイデマンの後任のSPD党首の選挙でミュラーとオットー・ヴェルスがそれぞれ376票中373票、291票を獲得して当選し、共同党首となる。ヴェルスは党内の指導と組織化に力を注ぎ、ミュラーは党の対外的な代表を務めた。同年2月にシャイデマン内閣が成立するまで、人民代表中央委員会委員を務めた。1920年から国会議員となり帝国議会の外務委員会の委員長に任命された。1920年以降、フランケン地方選出の議会議員候補者となり、他のミュラーという名前の議員と区別するためにミュラー＝フランケンと名乗るようになった
シャイデマン内閣に続くバウアー内閣に外相として入閣。1919年6月28日、国内の根強い反対を押し切ってドイツ全権代表としてヴェルサイユ条約に調印した。バウアー内閣が退陣すると、首相として第1次ミュラー内閣を組閣するが、総選挙で連立政権は議席を減らし、3ヶ月で退陣。この在任中、フランクフルトに進駐していたフランス軍のセネガル兵について述べた国会演説で、人種差別主義者という批判を受けた。1920年3月のカップ一揆に伴うバウアー内閣の総辞職後、ミュラーはエーベルトの首相就任の申し出を受け、新政府を樹立した。ミュラー政権下の政府はルール地方で発生した左翼の反乱（ルール蜂起）を鎮圧し、連合国が要求した準軍事組織ドイツ義勇軍の武装解除を促した。社会政策では、ミュラーの首相時代には多くの進歩的な社会改革が可決された。1920年5月には包括的な戦争障害者制度が確立され、1920年4月の重度障害者雇用法は、20人以上の従業員を抱えるすべての公的・私的雇用主は、事故や戦争によって労働能力が50％以上低下したドイツ人を雇用する義務があると規定した。学校基本法（1920年4月28日成立）は、すべてのドイツの子どもたちに共通の4年制小学校を導入した。 失業者への給付が改善され、21歳以上の独身男性の最高給付額が1920年5月に5マルクから8マルクに引き上げられた。1920年5月には、1919年4月に設定された最高限度額が引き上げられた。

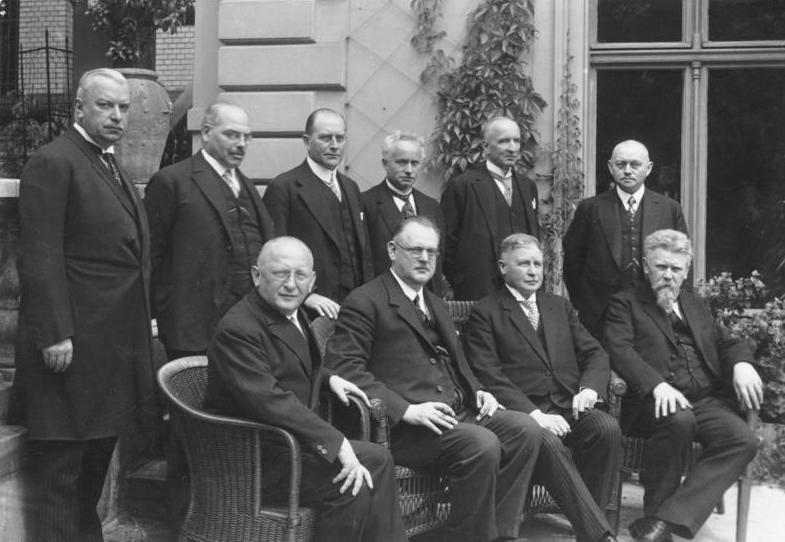
第2次ミュラー内閣（1928年）

1928年、総選挙の結果を受けて再度首相に指名されが、他の政党はなかなか妥協せず、シュトレーゼマンの個人的な介入によって社会民主党とドイツ人民党、中央党などの大連立による第2次ミュラー内閣を組閣した。大連立のおかげで割合安定した議会運営が可能となり、この内閣はヴァイマル共和政下で最長の在任期間を記録することになる。しかし在任中の1929年に起きた世界大恐慌のあおりでドイツ中に失業者が溢れるようになり、その対策に連立内閣で定めた失業保険政策が党の承認を得られなかった。ドイツの再軍備をめぐってフランス外相アリスティード・ブリアンと激しく対立しながらも、連合国側の譲歩の土台を築いたのであった。後1935年ナチ党政権下のドイツにおいて再軍備が行われた。1930年1月には、賠償金の減額（1929年8月に締結されたヤング案）と、1930年5月までにラインラントから占領軍を完全に撤収させるという連合国側の交渉に成功した。しかし国内では1929年5月のベルリンで起きた共産主義者のデモ隊と警察との暴力事件がおき、ソ連政府が内閣を非難し、結果独ソ関係は最悪の状態に陥った。この時点で、ブルジョア政党はSPDとの連立を解消する道を探っていた。ヤング案を国民投票で阻止しようとしたり、失業問題で連立与党の意見が対立したり、ミュラー自身も重病にかかり数カ月間、政治の場に出ることができなくなった。ミュラーは1929年の秋には職務を再開することができたが身体的には弱っていた。連立政権は、予算問題をめぐる意見の対立で、ついに崩壊した。大恐慌の発生後、失業保険には共和国の税金投入が必要となったが、その資金調達方法について両党の意見がまとまらなかったのである。ミュラーはハインリヒ・ブリューニング（中央党）の妥協案を受け入れようとしたが、SPD議会グループがこれ以上の譲歩を拒否したため、却下された。1930年3月に退陣した。この内閣の退陣をもって正常な議院内閣制が機能しなくなり、ヴァイマル共和政は崩壊に向け歩み始めたと評価されている。この内閣はミュラーとシュトレーゼマン外相の互いに個人的な尊敬の念を抱いていたことが存続の主な理由であった。

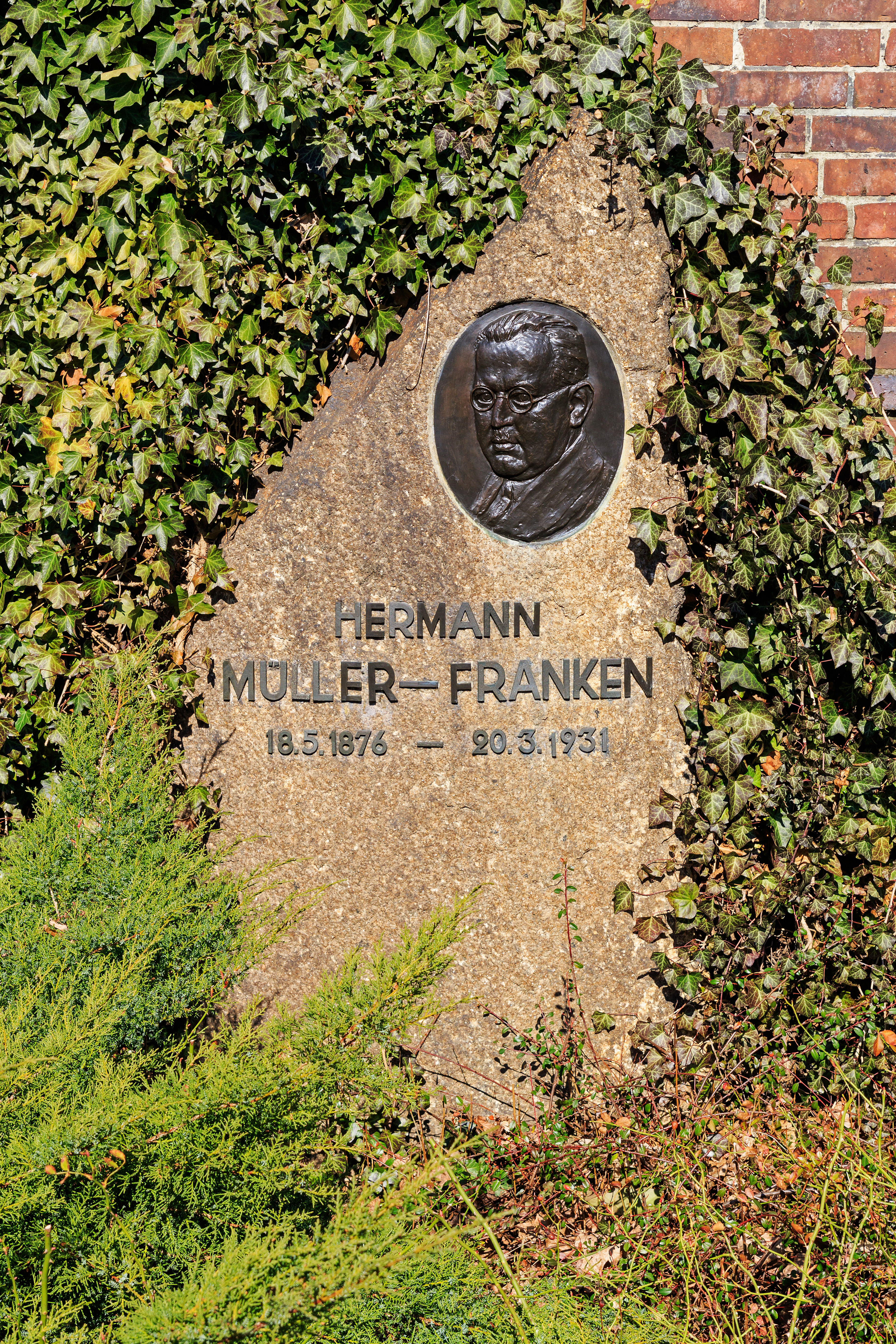
ミュラーの墓

首相を辞任した後、ミュラーは表舞台から姿を消した。1930年9月の選挙でアドルフ・ヒトラー率いるナチ党が大勝すると、ブリューニング政権を支持するよう党に呼びかけた。退任から1年後の1931年3月、胆のう手術に失敗して死去した。ベルリンの社会主義者墓地に葬られた。